# Nati nel 1968/Marzo
| Questa pagina contiene informazioni ricavate automaticamente dalle voci biografiche con l'ausilio del template Bio e di un bot. L'aggiornamento è periodico e automatico e ricostruisce completamente la pagina. Se manca una persona in questa lista, sei pregato di non aggiungerla, ma accertati piuttosto che la sua voce biografica contenga il template Bio e che i dati anagrafici siano correttamente compilati. Se il template Bio manca, inseriscilo tu stesso o, in alternativa, metti l'avviso {{tmp\|Bio}} che ne segnala la mancanza. Se i dati riportati sono sbagliati, correggi direttamente la voce biografica; le modifiche saranno visibili in questa lista entro pochi giorni. Per chiarimenti vedi il progetto biografie. La lista contiene solo le 333 persone che sono citate nell'enciclopedia e per le quali è stato implementato correttamente il template Bio. Pagina aggiornata al 10 ago 2025. |

- 1º marzo - Darco, artista tedesco
- 1º marzo - Dario Deidda, bassista e contrabbassista italiano
- 1º marzo - Vincenzo Diglio, attore e regista teatrale italiano
- 1º marzo - Eloy Fritsch, musicista e compositore brasiliano
- 1º marzo - Oleksandr Krykun, ex martellista ucraino
- 1º marzo - Frédéric Lachkar, attore francese
- 1º marzo - Sergej Ljačov, ex discobolo russo
- 1º marzo - Pasquale Logiudice, dirigente sportivo e ex calciatore italiano
- 1º marzo - Camelia Macoviciuc, ex canottiera romena
- 1º marzo - Marco Merlo, allenatore di calcio e ex calciatore italiano
- 1º marzo - Lars Mytting, scrittore e giornalista norvegese
- 2 marzo - Alberto Belsué, ex calciatore spagnolo
- 2 marzo - Daniel Craig, attore britannico
- 2 marzo - Chris Hülsbeck, compositore tedesco
- 2 marzo - Allan Kuhn, allenatore di calcio e ex calciatore danese
- 2 marzo - Rappin' 4-Tay, rapper statunitense
- 2 marzo - Gianluca Ricci, ex calciatore italiano
- 2 marzo - Shantel, produttore discografico, cantante e disc jockey tedesco
- 2 marzo - Edward Stierle, ballerino e coreografo statunitense († 1991)
- 3 marzo - Brian Cox, fisico, conduttore televisivo e scrittore britannico
- 3 marzo - Aitor Garmendia, ex ciclista su strada spagnolo
- 3 marzo - Vichairachanon Khadpo, ex pugile thailandese
- 3 marzo - Neelam Kothari, attrice indiana
- 3 marzo - Brian Leetch, ex hockeista su ghiaccio statunitense
- 3 marzo - Liu Shoubin, ex sollevatore cinese
- 3 marzo - Dan O'Sullivan, ex cestista statunitense
- 3 marzo - Denis Petrov, ex pattinatore artistico su ghiaccio sovietico
- 3 marzo - Scott Radinsky, ex giocatore di baseball, allenatore di baseball e cantante statunitense
- 3 marzo - Roberto Rao, politico e giornalista italiano
- 3 marzo - Marco Schenardi, allenatore di calcio, ex calciatore e politico italiano
- 3 marzo - Susy Siano, ex calciatrice italiana
- 3 marzo - Jörg Stiel, allenatore di calcio e ex calciatore svizzero
- 4 marzo - Ray Brown, ex giocatore di football americano statunitense
- 4 marzo - Andrea Freccero, illustratore e fumettista italiano
- 4 marzo - Asle Hillestad, ex calciatore norvegese
- 4 marzo - Patsy Kensit, attrice, cantante e personaggio televisivo britannica
- 4 marzo - Kirkor Kirkorov, ex pugile bulgaro
- 4 marzo - Kazimierz Kucharski, ex giocatore di calcio a 5 polacco
- 4 marzo - James Lankford, politico statunitense
- 4 marzo - Stefano Margutti, ex pallavolista e dirigente sportivo italiano
- 4 marzo - Paola Maugeri, giornalista, conduttrice televisiva e conduttrice radiofonica italiana
- 4 marzo - Kyriakos Mītsotakīs, politico greco
- 4 marzo - Johan Nijenhuis, sceneggiatore, regista e produttore cinematografico olandese
- 4 marzo - Filippo Sensi, giornalista, blogger e politico italiano
- 4 marzo - Bobby Wilson, giocatore di football americano statunitense († 2023)
- 4 marzo - Dianne van Rensburg, ex tennista sudafricana
- 5 marzo - Khairul Azman, ex calciatore e ex giocatore di calcio a 5 malaysiano
- 5 marzo - Gordon Bajnai, imprenditore e economista |Attività3 = politico ungherese
- 5 marzo - Gennaro Di Napoli, ex mezzofondista italiano
- 5 marzo - Ambrose Mandvulo Dlamini, politico e banchiere swati († 2020)
- 5 marzo - John Fawcett, regista, sceneggiatore e produttore cinematografico canadese
- 5 marzo - Danilo Fraquelli, ex canottiere italiano
- 5 marzo - Luigi Guido, ex judoka e allenatore di judo italiano
- 5 marzo - Simon Ok Hyun-jjn, arcivescovo cattolico sudcoreano
- 5 marzo - Clifford Johnson, fisico britannico
- 5 marzo - Mickey Joseph, allenatore di football americano statunitense
- 5 marzo - Eugenie Lewis, ex cestista olandese
- 5 marzo - Roberto Maggioni, ex ciclista su strada italiano
- 5 marzo - Damiano Sonzogni, allenatore di calcio e ex calciatore italiano
- 5 marzo - Frank Verlaat, ex calciatore olandese
- 5 marzo - Theresa Villiers, politica britannica
- 5 marzo - Jury Vjarhejčyk, dirigente sportivo, allenatore di calcio e ex calciatore bielorusso
- 6 marzo - Laura Canali, cartografa italiana
- 6 marzo - Vincent Gale, attore canadese
- 6 marzo - Tony Gill, allenatore di calcio e ex calciatore inglese
- 6 marzo - Moira Kelly, attrice statunitense
- 6 marzo - Igor' Kolyvanov, allenatore di calcio e ex calciatore russo
- 6 marzo - Carlos Mac Allister, allenatore di calcio e ex calciatore argentino
- 6 marzo - Oktay Mahmuti, allenatore di pallacanestro jugoslavo
- 6 marzo - Carla McGhee, ex cestista, allenatrice di pallacanestro e dirigente sportivo statunitense
- 6 marzo - Sunaree Rachasima, cantante e attrice thailandese
- 6 marzo - Michael Romeo, chitarrista statunitense
- 6 marzo - Masanori Sanada, calciatore giapponese († 2011)
- 7 marzo - Jason Altmire, politico statunitense
- 7 marzo - Adel Amrouche, allenatore di calcio, dirigente sportivo e ex calciatore algerino
- 7 marzo - Gianmauro Dell'Olio, politico italiano
- 7 marzo - Diego Galeri, batterista italiano
- 7 marzo - Driss Ksikes, giornalista e scrittore marocchino
- 7 marzo - Krystyna Liberda, ex biatleta polacca
- 7 marzo - Sarah Ladipo Manyika, scrittrice nigeriana
- 7 marzo - Danielle Perpoli, ex velocista italiana
- 7 marzo - Abdul Ghani Shahad, allenatore di calcio e ex calciatore iracheno
- 7 marzo - Tarkan Tüzmen, cantante turco
- 7 marzo - Ed Warby, batterista olandese
- 8 marzo - Michael Bartels, pilota automobilistico tedesco
- 8 marzo - Angela Drexl, ex sciatrice alpina tedesca
- 8 marzo - Rob Dukes, cantante statunitense
- 8 marzo - Antonio Gerardi, attore e conduttore radiofonico italiano
- 8 marzo - João Carlos Hatoa Nunes, arcivescovo cattolico mozambicano
- 8 marzo - Pelo Madueño, cantautore, cantante e attore peruviano
- 8 marzo - Nicola Mandalà, mafioso italiano
- 8 marzo - Hideki Matsuoka, giocatore di go giapponese
- 8 marzo - Iryna Merkušina, ex biatleta ucraina
- 8 marzo - Shawn Mullins, cantautore statunitense
- 8 marzo - Xavier Pascual Fuertes, allenatore di pallamano e ex pallamanista spagnolo
- 8 marzo - Rui Filipe, calciatore portoghese († 1994)
- 8 marzo - Chuckie White, ex cestista statunitense
- 8 marzo - Clare Wood, ex tennista britannica
- 9 marzo - Beniamino Bonomi, canoista italiano
- 9 marzo - Youri Djorkaeff, ex calciatore francese
- 9 marzo - Todd Domboski, avvocato statunitense († 2022)
- 9 marzo - Mami Kaneda, ex calciatrice giapponese
- 9 marzo - Johnny Kelly, batterista statunitense
- 9 marzo - Franck Khalfoun, regista, sceneggiatore e attore francese
- 9 marzo - Jorge Larrionda, ex arbitro di calcio uruguaiano
- 9 marzo - Rexy Mainaky, ex giocatore di badminton indonesiano
- 9 marzo - Pat Miletich, artista marziale misto statunitense
- 9 marzo - Monica Vanali, giornalista, conduttrice televisiva e ex pallavolista italiana
- 9 marzo - Reinaldo García Zapata, politico cubano
- 10 marzo - Philip Anthony-Rodriguez, attore e doppiatore statunitense
- 10 marzo - William Besse, ex sciatore alpino svizzero
- 10 marzo - Simon Culhane, ex rugbista a 15 e allenatore di rugby a 15 neozelandese
- 10 marzo - Riki Di Bin, allenatore di calcio e ex calciatore italiano
- 10 marzo - Didier Gigon, ex calciatore svizzero
- 10 marzo - Michele Paramatti, ex calciatore italiano
- 10 marzo - Ashraf Sedqi, ex cestista egiziano
- 10 marzo - Pavel Srníček, calciatore ceco († 2015)
- 11 marzo - Pep Cargol, dirigente sportivo, allenatore di pallacanestro e ex cestista spagnolo
- 11 marzo - Elena Glikina, ex schermitrice sovietica
- 11 marzo - Salvador Gómez, ex pallanuotista spagnolo
- 11 marzo - Lisa Loeb, cantautrice, attrice e conduttore televisivo statunitense
- 11 marzo - Dominic Mafham, attore inglese
- 11 marzo - Stefano Marra, ex calciatore italiano
- 11 marzo - Ian Piccard, ex sciatore alpino francese
- 11 marzo - Massimo Sertori, politico italiano
- 12 marzo - Dylan Carlson, chitarrista e cantante statunitense
- 12 marzo - Sergio Chianella, velocista e ex bobbista italiano
- 12 marzo - Tammy Duckworth, politica e militare statunitense
- 12 marzo - Aaron Eckhart, attore statunitense
- 12 marzo - Ólafur Gottskálksson, ex calciatore islandese
- 12 marzo - Merton Hanks, ex giocatore di football americano statunitense
- 12 marzo - Takeshi Honda, animatore e character designer giapponese
- 12 marzo - Jason Lively, attore statunitense
- 12 marzo - Trần Nữ Yên Khê, attrice e costumista vietnamita
- 13 marzo - Christopher Collet, attore e doppiatore statunitense
- 13 marzo - Rob Crossan, ex sciatore alpino canadese
- 13 marzo - Tonya Edwards, ex cestista e allenatrice di pallacanestro statunitense
- 13 marzo - Sean Flynn, allenatore di calcio e ex calciatore inglese
- 13 marzo - Barbara Fontanesi, ex pallavolista italiana
- 13 marzo - Gillian Keegan, politica britannica
- 13 marzo - Dino Lucchetta, ex canottiere italiano
- 13 marzo - Andrej Mežulis, attore russo
- 13 marzo - Masami Okui, cantante giapponese
- 13 marzo - Lorenzo Serventi, allenatore di pallacanestro italiano
- 14 marzo - Radka Denemarková, scrittrice e traduttrice ceca
- 14 marzo - Mimmo Esposito, attore e regista italiano
- 14 marzo - Megan Follows, attrice canadese
- 14 marzo - James Frain, attore britannico
- 14 marzo - Yngve Hallén, dirigente sportivo norvegese
- 14 marzo - Marko Klok, allenatore di pallavolo, ex pallavolista e ex giocatore di beach volley olandese
- 14 marzo - Paolo Ricciardi, vescovo cattolico italiano
- 14 marzo - Jan Sosniok, attore tedesco
- 14 marzo - Lotay Tshering, politico bhutanese
- 15 marzo - Sean Bridgers, attore, sceneggiatore e regista statunitense
- 15 marzo - Kahimi Karie, cantante giapponese
- 15 marzo - Richard Kröll, sciatore alpino austriaco († 1996)
- 15 marzo - Mark McGrath, cantante statunitense
- 15 marzo - Sabrina Salerno, cantante, showgirl e attrice italiana
- 15 marzo - Jon Schaffer, cantante e chitarrista statunitense
- 15 marzo - Cezary Siess, ex schermidore polacco
- 15 marzo - John Tardy, cantante statunitense
- 15 marzo - Anca Tănase, ex canottiera rumena
- 16 marzo - Judit Balogh, ex cestista e allenatrice di pallacanestro ungherese
- 16 marzo - Adílson Batista, allenatore di calcio e ex calciatore brasiliano
- 16 marzo - Luisella Bisello, ex tuffatrice italiana
- 16 marzo - Izabela Dylewska, ex canoista polacca
- 16 marzo - Cristiano Giaretta, dirigente sportivo e ex calciatore italiano
- 16 marzo - Ananya Khare, attrice indiana
- 16 marzo - Gerhard Königsrainer, ex sciatore alpino italiano
- 16 marzo - David MacMillan, chimico britannico
- 16 marzo - Tommaso Maurizi, dirigente sportivo, ex calciatore e ex giocatore di calcio a 5 italiano
- 16 marzo - Gustavo Sotelo, ex calciatore paraguaiano
- 16 marzo - Trevor Wilson, ex cestista statunitense
- 16 marzo - Nadège du Bospertus, supermodella e conduttrice televisiva francese
- 17 marzo - Valjancina Cybul'skaja, ex marciatrice bielorussa
- 17 marzo - Maxence Fermine, scrittore francese
- 17 marzo - Koji Igarashi, autore di videogiochi giapponese
- 17 marzo - Vesko Mihajlović, allenatore di calcio e ex calciatore serbo
- 17 marzo - Judy Mosley, cestista e allenatrice di pallacanestro statunitense († 2013)
- 17 marzo - Guillermo Myers, ex cestista panamense
- 17 marzo - Hugo Speer, attore britannico
- 17 marzo - Mathew St. Patrick, attore statunitense
- 17 marzo - Giuseppe Tiano, nuotatore italiano
- 18 marzo - Dion Beebe, direttore della fotografia australiano
- 18 marzo - Francesco Boccia, politico e economista italiano
- 18 marzo - Carlos Castro, ex calciatore venezuelano
- 18 marzo - Max De Aloe, armonicista e compositore italiano
- 18 marzo - Anna Rita Fioroni, politica italiana
- 18 marzo - Tamer Hassan, attore britannico
- 18 marzo - Miguel Herrera, allenatore di calcio e ex calciatore messicano
- 18 marzo - Hu Jun, attore cinese
- 18 marzo - Temuri Ketsbaia, allenatore di calcio e ex calciatore georgiano
- 18 marzo - Mitzi Kremer, ex nuotatrice statunitense
- 18 marzo - Leandro Macedo, ex triatleta brasiliano
- 18 marzo - Shin'ichirō Miki, doppiatore giapponese
- 18 marzo - Gaetano Nastri, politico italiano
- 18 marzo - Leon van der Torre, logico e informatico olandese
- 18 marzo - Milorad Ulemek, ex militare e criminale serbo
- 18 marzo - Rafael Valdivieso Miranda, vescovo cattolico panamense
- 19 marzo - Michael Büskens, allenatore di calcio e ex calciatore tedesco
- 19 marzo - Tyrone Hill, ex cestista e allenatore di pallacanestro statunitense
- 19 marzo - Othman Karim, regista e sceneggiatore ugandese
- 19 marzo - Khaled Mardam-Bey, informatico palestinese
- 19 marzo - Nikola Milinković, allenatore di calcio e ex calciatore serbo
- 19 marzo - Eleonora Resta, showgirl e modella italiana († 2019)
- 20 marzo - Buckwild, produttore discografico e disc jockey statunitense
- 20 marzo - Alberto Caprotti, pallavolista italiano
- 20 marzo - Philippe Croizon, nuotatore e pilota di rally francese
- 20 marzo - Massimo De Lorenzo, attore italiano
- 20 marzo - Alexander Dinelaris, sceneggiatore, drammaturgo e produttore cinematografico statunitense
- 20 marzo - Camilla Grebe, scrittrice svedese
- 20 marzo - John Kocinski, pilota motociclistico statunitense
- 20 marzo - Lawrence Makoare, attore neozelandese
- 20 marzo - Paul Merson, ex calciatore e allenatore di calcio inglese
- 20 marzo - João N'Tyamba, maratoneta e mezzofondista angolano
- 20 marzo - Ken Ono, matematico statunitense
- 20 marzo - Mark Semioli, allenatore di calcio e ex calciatore statunitense
- 20 marzo - Liza Snyder, attrice statunitense
- 20 marzo - Carlos Luis Torres, ex calciatore paraguaiano
- 20 marzo - Ultra Naté, cantautrice, produttrice discografica e disc jockey statunitense
- 20 marzo - Eric Viscaal, allenatore di calcio e ex calciatore olandese
- 21 marzo - Dalian Atkinson, calciatore inglese († 2016)
- 21 marzo - Jaye Davidson, attore statunitense
- 21 marzo - Paolo Gauna, italiano
- 21 marzo - Karyn Kusama, regista e sceneggiatrice statunitense
- 21 marzo - Alexander Kutschera, ex calciatore tedesco
- 21 marzo - Tomas Nydahl, ex tennista svedese
- 21 marzo - Valérie Pascal, modella francese
- 21 marzo - Remigijus Pocius, ex calciatore lituano
- 21 marzo - Greg Ellis, attore e doppiatore britannico
- 21 marzo - Ed Ronan, ex hockeista su ghiaccio statunitense
- 21 marzo - Blagovest Stojanov, ex canoista bulgaro
- 21 marzo - Gary Walsh, ex calciatore inglese
- 21 marzo - Scott Williams, ex cestista e allenatore di pallacanestro statunitense
- 22 marzo - Laurence Bidaud, ex giocatrice di curling svizzera
- 22 marzo - Pierluigi Di Già, ex calciatore italiano
- 22 marzo - Euronymous, chitarrista e produttore discografico norvegese († 1993)
- 22 marzo - Arve Henriksen, trombettista norvegese
- 22 marzo - Carla Kneeland, attrice statunitense
- 22 marzo - Kazuya Maekawa, ex calciatore giapponese
- 23 marzo - Damon Albarn, cantante, cantautore e polistrumentista britannico
- 23 marzo - Andrea Belluzzi, avvocato e politico sammarinese
- 23 marzo - Angelo Carbone, ex calciatore italiano
- 23 marzo - Andrea Cecchi, ex nuotatore italiano
- 23 marzo - Carlo Alberto Cova, ex pallavolista italiano
- 23 marzo - En Esch, musicista e cantante tedesco
- 23 marzo - Mario Alberto Guillén Suárez, ingegnere, avvocato e politico boliviano
- 23 marzo - Fernando Hierro, dirigente sportivo, allenatore di calcio e ex calciatore spagnolo
- 23 marzo - Virginio Lunardi, ex saltatore con gli sci italiano
- 23 marzo - Andrea Maffei, architetto italiano
- 23 marzo - Filippo Malatesta, cantautore italiano
- 23 marzo - Claudia Marchionni, giornalista italiana
- 23 marzo - Claudio Nunes, giocatore di bridge italiano
- 23 marzo - Zak Penn, sceneggiatore e regista statunitense
- 23 marzo - Elisa Rea, ex mezzofondista italiana
- 23 marzo - Pacheta, allenatore di calcio, dirigente sportivo e ex calciatore spagnolo
- 23 marzo - Zhang Shan, ex tiratrice a volo cinese
- 24 marzo - José Francisco Altur, allenatore di tennis e ex tennista spagnolo
- 24 marzo - Cristiano Barbarossa, autore televisivo e regista italiano
- 24 marzo - Sabino Chialà, monaco cristiano, teologo e biblista italiano
- 24 marzo - Megan Delehanty, ex canottiera canadese
- 24 marzo - Alio Die, musicista italiano
- 24 marzo - Olivier Fayssat, politico francese
- 24 marzo - Wanda Ferro, politica italiana
- 24 marzo - Corrado Formigli, giornalista, autore televisivo e conduttore televisivo italiano
- 24 marzo - El Chamo Gabriel, cantautore venezuelano
- 24 marzo - Antonio Karmona, ex calciatore spagnolo
- 24 marzo - Jesús Rodríguez, ex calciatore venezuelano
- 24 marzo - Stefania Stanzani, ex cestista italiana
- 24 marzo - Gyöngyi Szalay-Horváth, schermitrice ungherese († 2017)
- 25 marzo - Carlo Di Giusto, giornalista italiano
- 25 marzo - Sandro Gozi, politico italiano
- 25 marzo - Laurent Nouvion, politico monegasco
- 25 marzo - Ledio Pano, ex calciatore albanese
- 25 marzo - Adrián Suar, attore argentino
- 25 marzo - Roberta Triggiani, attrice teatrale e attrice televisiva italiana
- 25 marzo - Valeska von Rosen, storica dell'arte tedesca
- 26 marzo - Kirsten Barnes, ex canottiera canadese
- 26 marzo - Laurent Brochard, ex ciclista su strada francese
- 26 marzo - Kenny Chesney, cantautore statunitense
- 26 marzo - Alessio Galletti, ciclista su strada italiano († 2005)
- 26 marzo - James Iha, chitarrista statunitense
- 26 marzo - Patrick Kühl, ex nuotatore tedesco
- 26 marzo - Federico Poggipollini, chitarrista e cantautore italiano
- 26 marzo - Chris Ward, scacchista britannico
- 27 marzo - Irina Belova, ex multiplista russa
- 27 marzo - Sandra Hess, attrice e ex modella svizzera
- 27 marzo - Pauline Jordan, ex cestista statunitense
- 27 marzo - Stacey Kent, cantante statunitense
- 27 marzo - Ben Koldyke, attore statunitense
- 27 marzo - Ma Wenge, tennistavolista cinese
- 27 marzo - Petronila Muthoni, ex cestista keniota
- 27 marzo - Wendy Orr, scrittrice australiana
- 27 marzo - Rune Sunde, ex calciatore norvegese
- 27 marzo - Luca Zaia, politico italiano
- 28 marzo - Chad Biafore, ex hockeista su ghiaccio canadese
- 28 marzo - Thomas Bidegain, sceneggiatore francese
- 28 marzo - Alain Caveglia, ex calciatore francese
- 28 marzo - Iris Chang, storica e giornalista statunitense († 2004)
- 28 marzo - Chang Yaw-Teing, ex giocatore di baseball taiwanese
- 28 marzo - Chris Corchiani, ex cestista statunitense
- 28 marzo - Max Perlich, attore statunitense
- 28 marzo - Ademir Santos, ex calciatore giapponese
- 28 marzo - Renzo Testolin, politico italiano
- 28 marzo - Ichirō Ōkouchi, sceneggiatore giapponese
- 29 marzo - Francesca Alderisi, conduttrice televisiva e politica italiana
- 29 marzo - Esther Arroyo, modella, attrice e conduttrice televisiva spagnola
- 29 marzo - Paolo Buonvino, musicista e compositore italiano
- 29 marzo - Sabrina Impacciatore, attrice, comica e imitatrice italiana
- 29 marzo - Lucy Lawless, attrice e cantante neozelandese
- 29 marzo - Oleg Sergeev, allenatore di calcio e ex calciatore sovietico
- 29 marzo - Jurij Suchorukov, ex tiratore a segno ucraino
- 29 marzo - Donnie Vie, musicista e produttore discografico statunitense
- 30 marzo - Patrick Bach, attore e doppiatore tedesco
- 30 marzo - Connie Cole, ex cestista statunitense
- 30 marzo - Donna D'Errico, attrice, imprenditrice e modella statunitense
- 30 marzo - Céline Dion, cantante canadese
- 30 marzo - Roland Kickinger, culturista e attore austriaco
- 30 marzo - Gilson Kleina, allenatore di calcio brasiliano
- 30 marzo - Diego Trepin, ex ciclista su strada italiano
- 30 marzo - Paul Vrind, cestista olandese († 2009)
- 31 marzo - Mboli Alele, ex cestista della Repubblica Democratica del Congo
- 31 marzo - Cheikh Sidy Ba, ex calciatore senegalese
- 31 marzo - José Carvajal, ex giocatore di calcio a 5 costaricano
- 31 marzo - Tolunay Kafkas, allenatore di calcio, dirigente sportivo e ex calciatore turco
- 31 marzo - Kimmo Kinnunen, ex giavellottista finlandese
- 31 marzo - Mauro Lucchiari, pilota motociclistico italiano
- 31 marzo - Gloria Marconi, mezzofondista e maratoneta italiana
- 31 marzo - Naoya Ogawa, pugile giapponese
- 31 marzo - J.R. Reid, ex cestista e allenatore di pallacanestro statunitense
- 31 marzo - César Sampaio, allenatore di calcio, dirigente sportivo e ex calciatore brasiliano
- 31 marzo - Maestro, rapper e attore canadese
- 31 marzo - Yang Lan, conduttrice televisiva, giornalista e imprenditrice cinese